# Buhlert (Eifel)
Der Buhlert, auch Der Buhlert genannt, ist ein bis 508,2 m ü. NHN hoher, bewaldeter Höhenzug in der Eifel. Er liegt in der Städteregion Aachen und im Kreis Düren in Nordrhein-Westfalen (Deutschland). Seit 2004 ist der Höhenrücken Buhlert als Landschaftsschutzgebiet anerkannt.

## Geographische Lage
Der Buhlert liegt zwischen Strauch, Schmidt und Simonskall. Hinüber führt die Landesstraße 246, über die man den westlich vom Gerstenhof gelegenen Wandererparkplatz erreichen kann. Nach Süden bis Osten fällt der Höhenzug zur Rurtalsperre (Rursee) ab und nach Westen bis Norden zum Kalltal mit Simonskall. Nach Südwesten, in Richtung Strauch, leitet die ansteigende Landschaft zum Monschauer Heckenland über.

## Geschichte

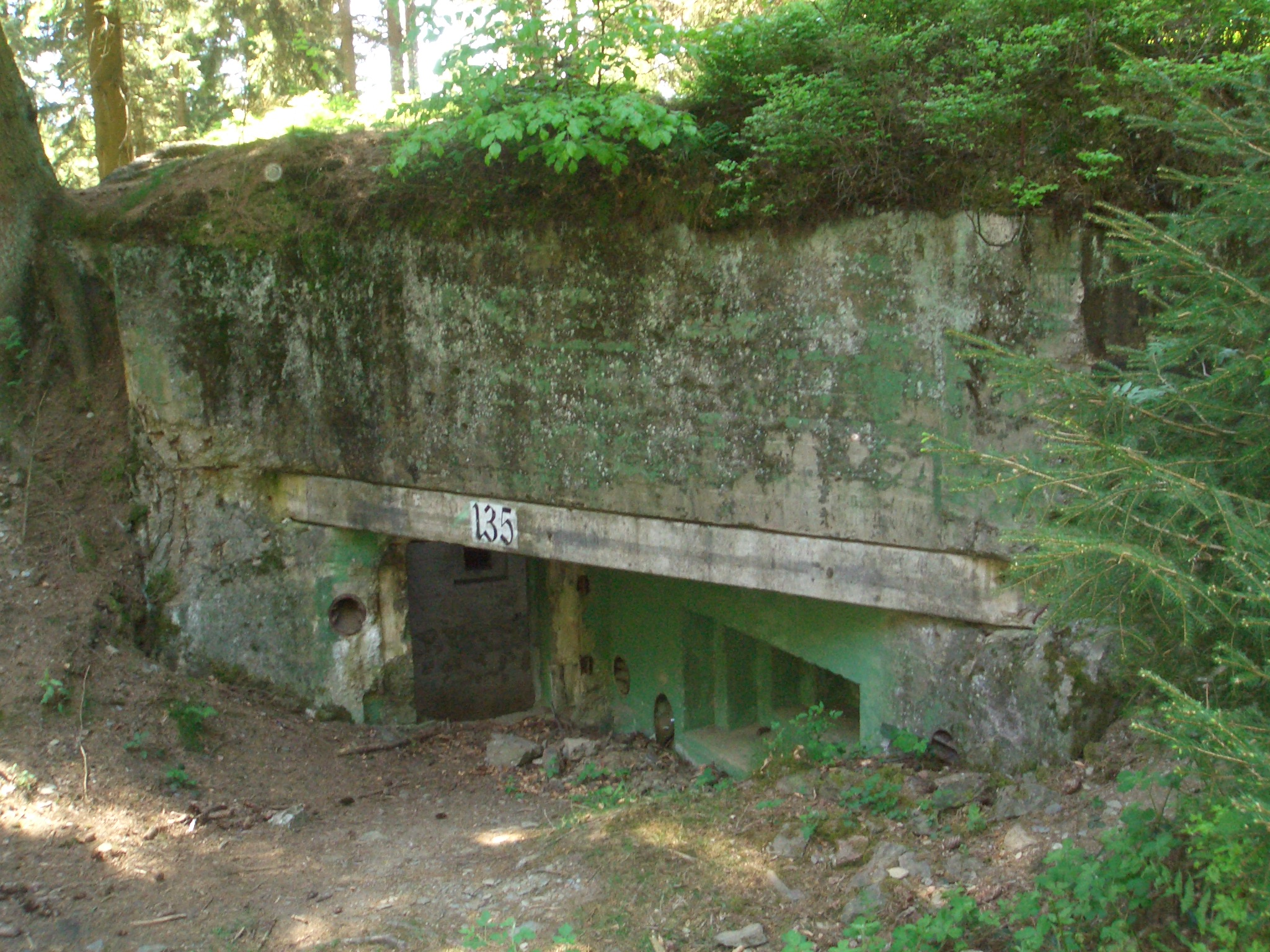
Innenhof des Westwall-Bunkers 135 mit Eingangsverteidigung

Im Zweiten Weltkrieg war der Buhlert als Teil der stark umkämpften Nordeifel, zum Beispiel während der Schlacht im Hürtgenwald, Schauplatz der Abwehr der Wehrmacht gegen die angreifende US Army. Noch heute zeugen Schützengräben, Bombentrichter, Bunkern und Bodenfunde von den schweren Kämpfen.
Auch über den Buhlert erstreckte sich der Westwall mit seinen Bunkern, von denen heute noch einige gut erhalten und sicher begehbar sind. Bei den noch erhaltenen Bunkern handelt es sich um die im Zuge des Limes-Programms errichteten Gruppenunterstände 131 und 132, dem Doppelgruppenstand 139/140, dem MG-Bunker 135 und einen Bunker zur Wasserversorgung. Letzterer ist noch heute in Betrieb und wird bei Übungen der Freiwilligen Feuerwehr benutzt. Direkt am Parkplatz an der L 246 steht außerdem noch ein kleiner Wasserspeicher für das nahegelegene Reichsarbeitsdienst-Lager.
Bei den Bauarbeiten zur Errichtung der Bunker wurde eine „Bunkerstraße“ errichtet, um die Baustellen mit dem nötigen Material zu versorgen. Die Straße ist heute noch als asphaltierter Waldweg erhalten. Für die Arbeiten war der Reichsarbeitsdienst zuständig, dessen Lager 7/315 auf der Stelle des heutigen Wandererparkplatzes an der L 246 lag. Davon sind heute keine Überreste mehr erkennbar.

## Natur
Der Buhlert ist bis auf wenige Ausnahmen wie kleinere Lichtungen durchgehend und dicht bewaldet. Der größte Teil des Waldes besteht aus Fichtenbeständen in Monokultur. Dadurch bedingt gibt es unter den Bäumen keine große Artenvielfalt, auf dem Waldboden jedoch finden sich zahlreiche Pflanzenarten. Allerdings gibt es auch kleinere Abschnitte mit Misch- oder Laubwald. Letztere sind Monokulturen von Buchen oder Birken.
Der Wald wird forstwirtschaftlich genutzt, bedingt durch die schweren Gefechte im Zweiten Weltkrieg stecken noch heute in vielen Bäumen Geschosse und Granatensplitter, die die Bäume oftmals unbrauchbar für die Weiterverarbeitung machen.